# Saishū Onoe
Saishū Onoe (尾上柴舟, Onoe Saishū) (20 août 1876 - 13 janvier 1957) est un calligraphe et poète japonais de tanka.
Responsable de la rubrique de poésie du magazine Shinsei (« Nouvelles voix »), il fonde également la Shazensō Sha (« Société du plantain ») en 1905, qui met l'accent sur la simplicité, la clarté et le rendu des expériences ordinaires en poésie. Cela en réaction contre le style des poètes tanka liés au magazine Myōjō, tel qu'Akiko Yosano, qui mettent en valeur le côté passionné de la nature humaine. Parmi les membres de la Shazensō Sha on compte les fameux poètes tanka naturalistes Bokusui Wakayama et Maeda Yūgure (qui a été formée par Onoe Saishū).